# Adam Tooze
Pour les articles homonymes, voir Tooze.
Adam Tooze, né en 1967, est un historien britannique. Il est professeur d'histoire à l'université Columbia.

## Biographie

### Jeunesse et études
Après des études d'économie au King's College de l'université de Cambridge, il étudie à l'université libre de Berlin puis à la London School of Economics, où il obtient un doctorat en histoire de l'économie.

### Parcours professionnel
Il a enseigné pendant treize ans à l'université de Cambridge, à partir de 1996. En 2009, il est recruté comme professeur d'histoire moderne allemande à l'université Yale. Il est aujourd'hui professeur d'histoire à l'université Columbia, à New York.

## Travaux

### Économie du Troisième Reich
Il est principalement connu pour ses études sur l'économie du Troisième Reich qui l'ont conduit à écrire le livre Le salaire de la destruction : formation et ruine de l'économie nazie (The Wages of Destruction : The Making and Breaking of the Nazi Economy, 2006) pour lequel il remporte le Wolfson History Prize en 2007. Dans ce livre, l'expansion nazie est analysée sous l’angle économique.
Selon l'historien Olivier Wieviorka dans Libération, « s'appuyant sur une documentation exemplaire, l'historien britannique renouvelle de fond en comble notre connaissance de l'Allemagne hitlérienne et invite à reconsidérer ce qui, sur la Seconde Guerre mondiale, tenait lieu jusqu'ici de vérité établie. [...] Il révèle le poids des considérations économiques dans la conduite de la guerre — un point trop fréquemment occulté. » Pour l'historien Jean-Marc Dreyfus dans La Vie des idées, « Adam Tooze a mené à bien un projet ambitieux : non seulement écrire une histoire économique complète et détaillée de l’Allemagne nazie – et ce projet était grandement le bienvenu – mais aussi, de façon plus problématique, relire toute l’histoire du IIIe Reich (notamment son histoire diplomatique et sociale, ainsi que la Shoah) à travers le prisme de l’économie. » Lionel Richard, du Monde diplomatique, écrit que « Tooze n’apporte rien à la recherche historique, il présente même de façon erronée certains événements, mais son analyse de l’organisation économique nazie offre l’intérêt d’une synthèse bien documentée. »

## Vie privée
Il est le petit-fils d'Arthur Wynn et son livre Le Salaire de la destruction lui est dédié. 

### en anglais
- Statistics and the German State, 1900-1945 : The Making of Modern Economic Knowledge, Cambridge University Press, 2001, 332 p. (ISBN 978-0521803182)
- The Wages of Destruction : The Making and Breaking of the Nazi Economy, Viking Adult, 2007, 832 p. (ISBN 978-0670038268)
- The Deluge : The Great War, America and the Remaking of the Global Order, 1916-1931, Viking Adult, 2014, 672 p. (ISBN 978-0670024926)
- Crashed : How a Decade of Financial Crises Changed the World, Viking, 2018, 720 p. (ISBN 978-0670024933)
- Shutdown : How Covid Shook the World's Economy, Viking, 2021, 368 p. (ISBN 978-0593297551)

### en français
- Le salaire de la destruction : Formation et ruine de l'économie nazie [« The Wages of Destruction: The Making and Breaking of the Nazi Economy »], Les Belles Lettres, 2012, 812 p. (ISBN 978-2-251-38116-9)
- Le Déluge : 1916-1931 : Un nouvel ordre mondial [« The Deluge:The Great War, America and the Remaking of the Global Order, 1916-1931 »], Les Belles Lettres, 2015, 700 p. (ISBN 978-2251381305)
- Crashed : Comment une décennie de crise financière a changé le monde [« Crashed:How a Decade of Financial Crises Changed the World »], Les Belles Lettres, 2018, 768 p. (ISBN 978-2251448527)
- L’Arrêt : Comment le Covid a ébranlé l’économie mondiale [« Shutdown:How Covid Shook the World's Economy »], Les Belles Lettres, 2022, 394 p. (ISBN 978-2251452999)